# Carl Hellström
Carl Leopold Hellström (Göteborg, Västra Götaland, 10 de desembre de 1864 - Göteborg, 4 de juliol de 1962) va ser un regatista suec que va competir a començaments del segle xx.
El 1908 va prendre part en els Jocs Olímpics de Londres, on va guanyar la medalla de plata en la categoria de 8 metres del programa de vela com a membre de la tripulació del Vinga, junt a Edmund Thormählen, Erik Wallerius, Eric Sandberg i Harald Wallin.
Quatre anys més tard, als Jocs d'Estocolm, guanyà la medalla d'or en la modalitat dels 10 metres a bord del Kitty, aquesta vegada junt a Filip Ericsson, Paul Isberg, Humbert Lundén, Herman Nyberg, Harry Rosenswärd, Erik Wallerius i Harald Wallin.